# Asbecesta monardi
Asbecesta monardi is een keversoort uit de familie bladkevers (Chrysomelidae). De wetenschappelijke naam van de soort werd in 1931 gepubliceerd door V. Laboissière. De soort werd in 1929 in Angola verzameld tijdens een Zwitserse wetenschappelijke expeditie onder leiding van Albert Monard, naar wie de soort is vernoemd.